# Coll de Lligabosses
El coll de Lligabosses és una collada situada a 623,6 m d'altitud situada a cavall dels termes municipals de Mura, del Bages i Monistrol de Calders, del Moianès.
Està situat a prop i al nord-oest del Rossinyol, a l'extrem nord-oest del serrat del Rossinyol. A més de la carretera B-124 hi va a parar la carretera local sense numeració que relliga la B-124 amb la BV-1221, entre Mura i Talamanca i el camí de Mussarra al Coll de Lligabosses.

## Etimologia
Segons la tradició popular, en aquest coll els traginers lligaven ben fort les bosses de transport, atès que la baixada, tant cap a Sant Llorenç Savall com cap a Monistrol de Calders, esdevenia problemàtica per a la integritat de les mercaderies transportades.